# Fefen Island
Fefen Island är en ö i Mikronesiska federationen.   Den ligger i kommunen Fefen Municipality och delstaten Chuuk, i den västra delen av landet, 700 km väster om huvudstaden Palikir. Arean är 12,6 kvadratkilometer.
Terrängen på Fefen Island är lite kuperad. Den sträcker sig 6,5 kilometer i nord-sydlig riktning, och 3,9 kilometer i öst-västlig riktning.